# John Brown (abolicionist)
John Brown, ameriški borec proti suženjstvu, abolicionist, + 9. maj 1800, Torrington, Connecticut, † 2. december 1859, Charles Town, Zahodna Virginija. 
Brown je sprva vzbudil pozornost, po tem ko je vodil majhno skupino prostovoljcev med krvavimi spopadi v Kansasu leta 1856. Prepričan je bil, da je oborožena vstaja edini način za odpravo suženjstva v ZDA. Leta 1859 je John Brown vodil napad na zvezno orožarno v Harpers Ferryu z namenom, da bi začel osvobodilno gibanje med tamkajšnjimi sužnji, ki je kljub neuspehu imel pomembno vlogo pri nadaljnjem razpletu dogodkov vodečih v ameriško državljansko vojno. 

## Življenje
John Brown se je rodil 9. maja 1800 v Torringtonu v zvezni državi Connecticut, kot četrti otrok Owna Browna in Ruth Mills. Leta 1805 se je Brownova družina preselila v Hudson, Ohio, kjer je njegov oče odprl usnjarno. Njegov oče je bil podpornik Oberlinskega kolidža, ki je znan kot liberalno usmerjena izobraževalna ustanova. Oba, oče in sin sta bila verna kristjana kljub temu, da sta iztopila iz kongregacionalistične denominacije, ki izhaja iz kalvinizma. John Brown je verjel, da morajo kristjani ravnati z vsemi ljudmi enako, ne glede na barvo njihove kože. Pri 16. letih je Brown odšel v Plainfield, Massachusetts, kjer je obiskoval zasebno srednjo šolo. Kmalu se je prepisal na Morris Academy v Litchfieldu, Connecticut. 
Želel je postati duhovnik, vendar mu je zmanjkalo denarja, poleg tega pa je imel težave z vnetjem očesa, zato se je bil primoran vrniti nazaj v Ohio. Nekaj časa je delal v očetovi usnjarni, kmalu pa je odprl svojo usnjarno, ki je bila dokaj uspešna. Leta 1820 se je poročil s Dianthe Lusk, s katero je imel 7 otrok. 5 let kasneje se je družina preselila v Pennsylvanijo, kjer so imeli 81 hektarov veliko posest. Leta 1831 je umrl en od njegovih sinov. Kmalu zatem je tudi sam zbolel, zaradi česar je trpela tudi usnjarna. Naslednje leto pa je umrla še njegova žena. Leta 1833 se je poročil s Mary Ann Day, s katero je imel še 13 otrok.
Med gospodarsko krizo leta 1839 je utrpel hude finančne izgube. Štirje njegovi otroci so umrli zaradi griže, nalezljive bolezni črevesja. Brown je 28. septembra 1942 razglasil bankrot. V sredini 1840-ih let je Brown postal znan po izdelovanju volne in začel poslovno sodelovati s Simonom Perkinsom. Brown se je namreč preselil nasproti Perkinsonove posesti.

## Kansas in Pottawatomski Masaker
John Brown je večino svojega življenja živel v mestu Springfield, preden se je preselil na Kansaški teritorij. To območje je leta 1861 postalo današnja zvezna država Kansas. Nekaj njegovih sinov je že prej živelo tam.
Leta 1854 je bil s sprejetjem državnega akta Kansas-Nebraska odpravljen Missurijski sporazum iz leta 1812, ki je prej prepovedoval širitev suženjstva v Združenih državah Amerike na novih teritorijih. Tako je vlada določila, da se bodo ljudje naseljeni po Kansaškem teritoriju, na osnovi doktrine in večinske suverenosti odločili o sporni točki suženjstva. Oba tabora, za in proti suženjstvu, sta se zato zbrala v Kansasu in imela volitve za izbor svoje teritorialne vlade.
Sinovi so prosili za pomoč svojega očeta pri boju proti podpornikom suženjstva iz Kansasa, v katerem so želeli legalizirati suženjstvo. Brown je pomagal svojim sinovom, hkrati pa je bil še bolj razjarjen, ko je ugotovil, da je pijana tolpa podpornikov suženjstva oropala mesto Lawrence. Zato se jim je hotel maščevati.
24. maja leta 1856 so Brown in njegovi sinovi umorili pet ljudi v Kansasu, ki so podpirali legalizacijo suženjstva. To so storili tako, da so te ljudi izvlekli iz njihovih domov in jih pobili s svojimi meči. Ta dogodek danes pomnimo kot Pottawatomski masaker. Veliko prebivalcev Kansasa je bilo vznemirjenih in šokiranih v dneh po dogodku. Sledilo je še več nasilja. Tako se je začelo obdobje Kansaškega teritorija, imenovano »Krvaveči Kansas« (Bleeding Kansas). Pred odhodom iz Kansasa so bili Brown, njegovi sinovi in ostali abolicionistični privrženci napadeni v boju v Osawatomiju 30. avgusta leta 1856. V napadu je umrl njegov sin Frederick.

## Napad na arzenal Harpers Ferry
Brownov prvotni načrt je bil postaviti oporišče v gorovju Blue Ridge Mountains, od koder bi s svojimi privrženci pomagal pobeglim sužnjem in organiziral napade na sužnjelastniška posestva. Brown je načrt delil z abolicionisti, ki bi mu lahko pomagali pri zbiranju sredstev za uresničitev. Do leta 1858 so zbrali dovolj mož in denarja za uresničitev načrta, vendar je en izmed njegovih sledilcev načrt razkril, tako da se je bil Brown primoran skriti. Čez leto so bili pripravljeni na ponovno akcijo. Tokrat je Brown najel kmetijo nasproti kraja Harpers Ferry, kjer so želeli napasti orožarno in spodbuditi sužnje k uporu. Veliko izmed njegovih mož je bilo skeptičnih glede napada, zato jih je nekaj takrat zapustila Browna. Brown in še 21 drugih so 16. oktobra krenilo proti Harpers Ferryju. V kraj so prispeli 17. oktobra ob 4. uri zjutraj. Prerezali so komunikacijske linije in zavzeli orožarno. Nato so zavzeli stavbo dobavitelja orožja zvezne oblasti. Brown in njegovi možje so po mestu zbrali 60 talcev, da bi spodbudili njihove sužnje k boju, vendar jim ni uspelo prepričati nobenega sužnja. Brownovi možje so med napadom ubili 7 ljudi, 10 pa poškodovali. Lokalna policija je obkrožila Browna in njegove može, še isti dan pa je polkovnik Robert E. Lee vpoklical na pomoč mornarico, ki je uspešno zatrla Brownov napad. Pobitih je bilo 10 Brownovih mož, med drugim dva njegova sinova. Brownu so sodili za izdajo, umor petih ljudi in spodbujanje suženjske vstaje. 
Za svoje zločine je bil obsojen na smrt. Obesili so ga 2. decembra 1859. 
Brownova vstaja je bila izjemnega pomena, saj gre za prvo pomembnejšo vstajo proti suženjstvu in je vzbudila strah med Američani juga, ki so trdno zagovarjali suženjstvo. Po vstaji se je napetost v ZDA stopnjevala, kar je kasneje vodilo v odcepitev južnih zveznih držav in državljansko vojno, ki je zahtevala 3 milijone žrtev in pripeljala do odprave suženjstva v ZDA. Med pripadniki severnih zveznih držav so ga opevali kot junaškega mučenika in vizionarja.